# Biserica Sfântul Nicolae din Liteni

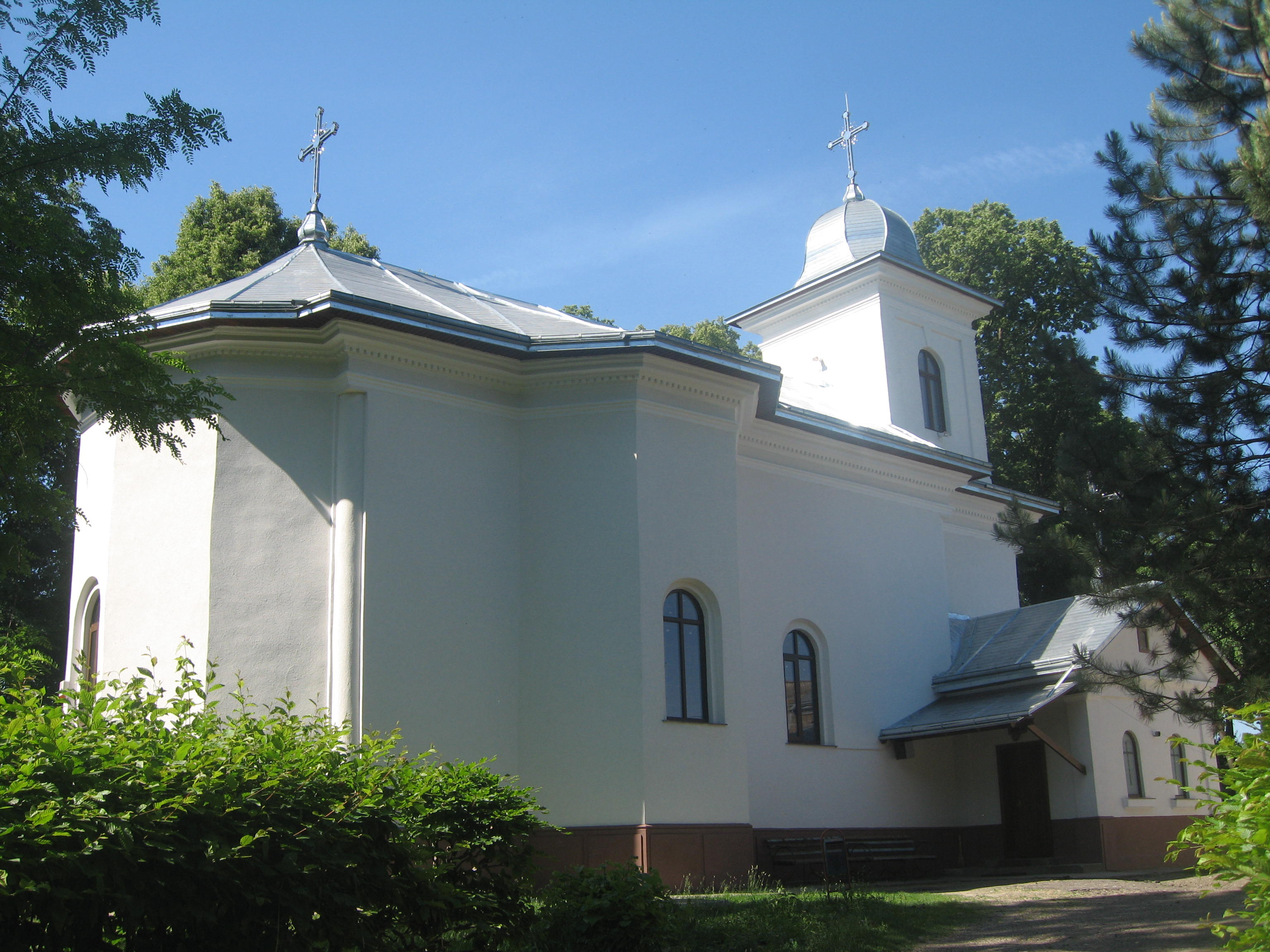
Biserica "Sf. Nicolae" din Liteni

Biserica "Sf. Nicolae" din Liteni este o biserică ortodoxă ctitorită în anul 1782 de boierul Teodor Vârnav-Liteanu în satul Liteni (astăzi oraș în județul Suceava). 
Biserica "Sf. Nicolae" din Liteni nu a fost inclusă pe Lista monumentelor istorice din județul Suceava din anul 2004. 

## Istoricul bisericii
Biserica "Sf. Nicolae" din Liteni a fost construită în anul 1782  de către boierul Teodor Vârnav-Liteanu.  În apropierea bisericii se află Conacul Vârnav-Liteanu în mijlocul unui parc întins.
În apropiere de absida altarului se află mormintele familiei Vârnav-Liteanu îngrădite de un gard din fier forjat. Pe o cruce din acea incintă se află următoarea inscripție: "În amintirea iubitei mele mume ANASTASIA VARNAV LITEANU incetată din viață la 6 noemvrie 1883." Anastasia Vârnav-Liteanu era fiica hatmanului Matei Rosetti-Ciortescu și a Smarandei Miclescu. Născută în 1815, ea a fost căsătorită de două ori: prima oară cu Sandu Miclescu (1804-1877) de care a divorțat și a doua oară, în februarie 1836, cu Iorgu Vârnav-Liteanu. Ea a murit la 7 noiembrie 1883, la Iași.
Tot în curtea bisericii, la est de lăcașul de cult, se află un cimitir al ostașilor sovietici căzuți în cel de-al doilea război mondial. În centrul acestui cimitir militar este înălțat un obelisc.

## Imagini

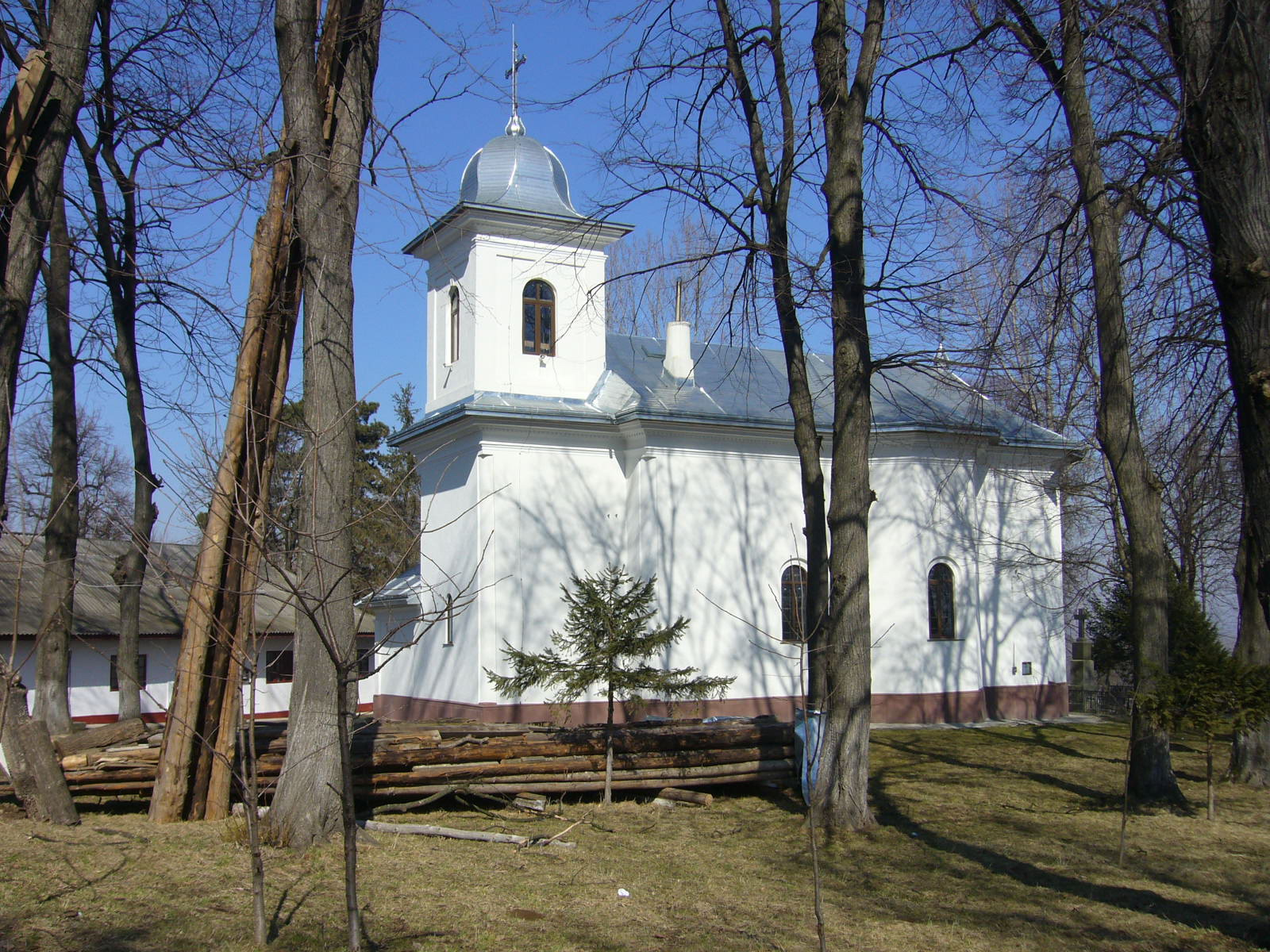
Biserica văzută dinspre sud-vest
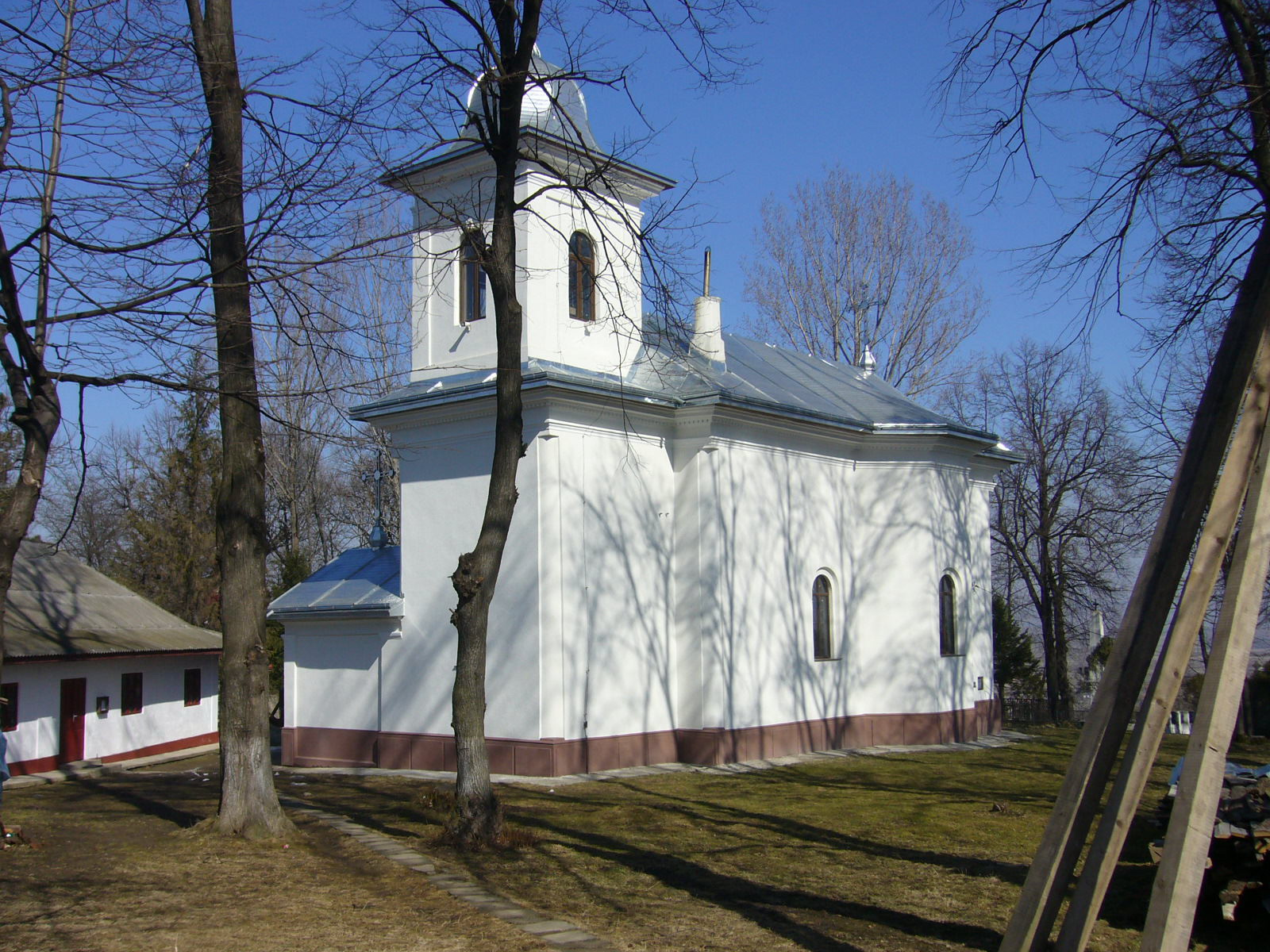
Biserica văzută dinspre sud-vest
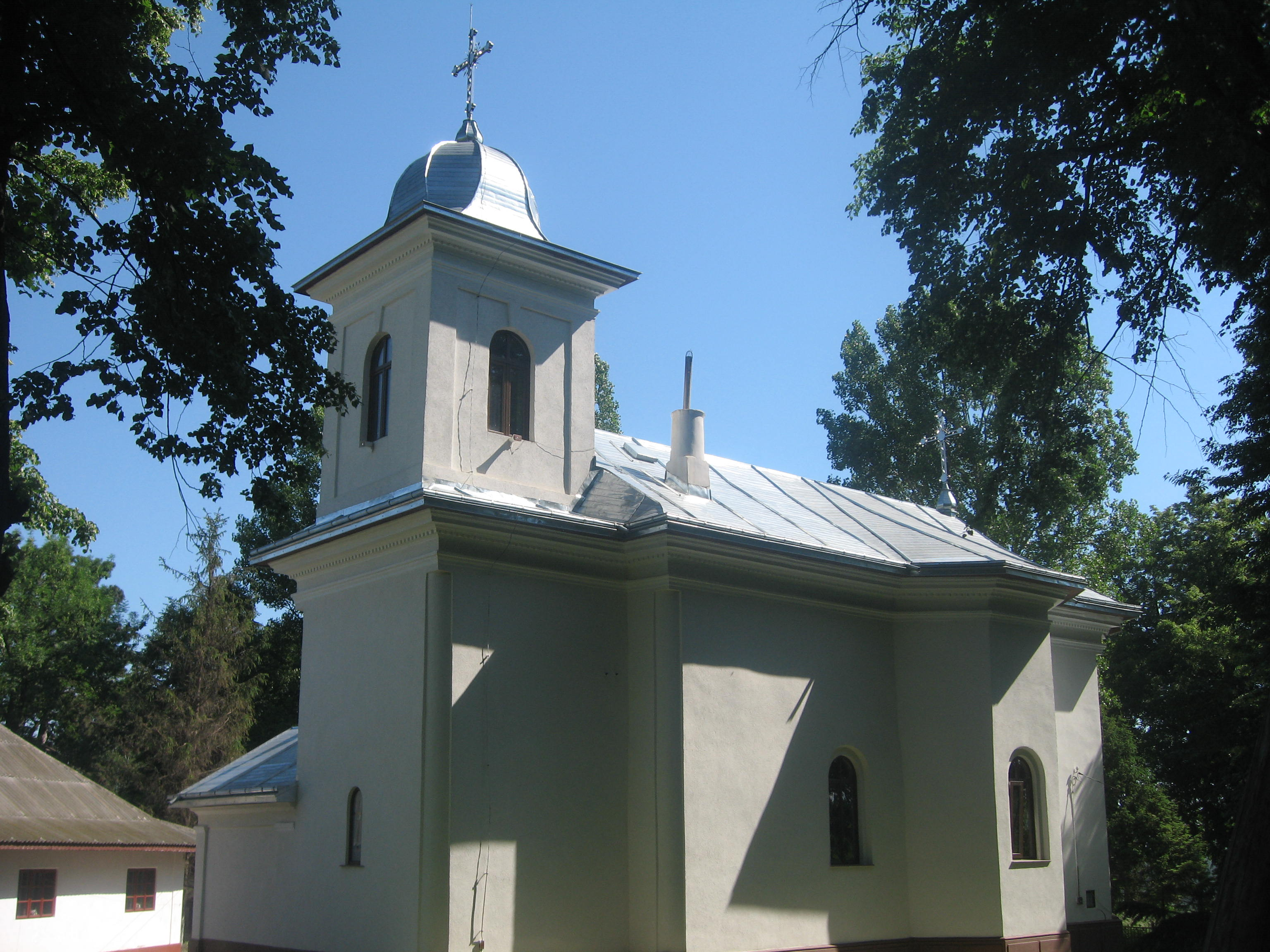
Vedere dinspre sud-vest
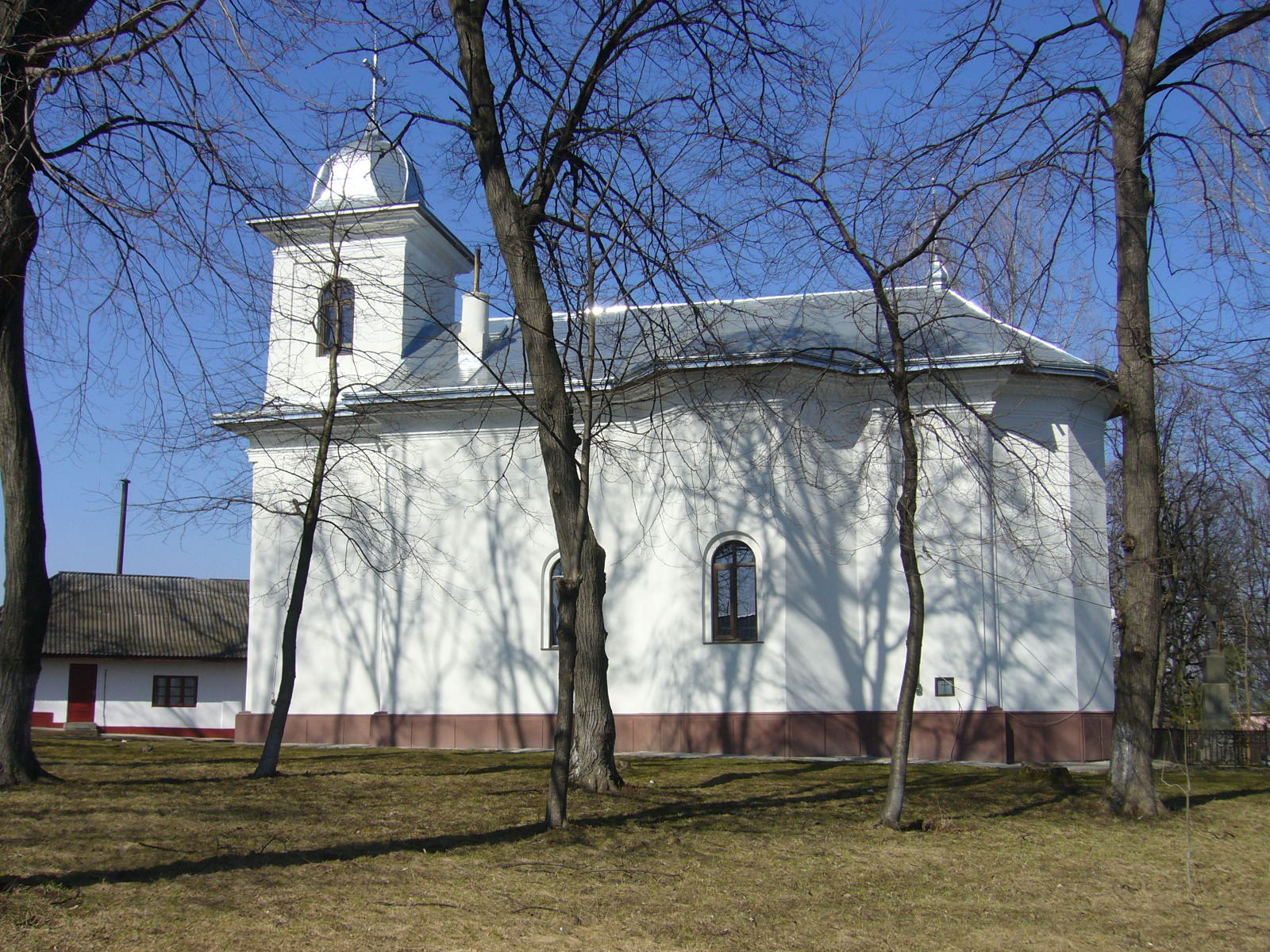
Latura sudică
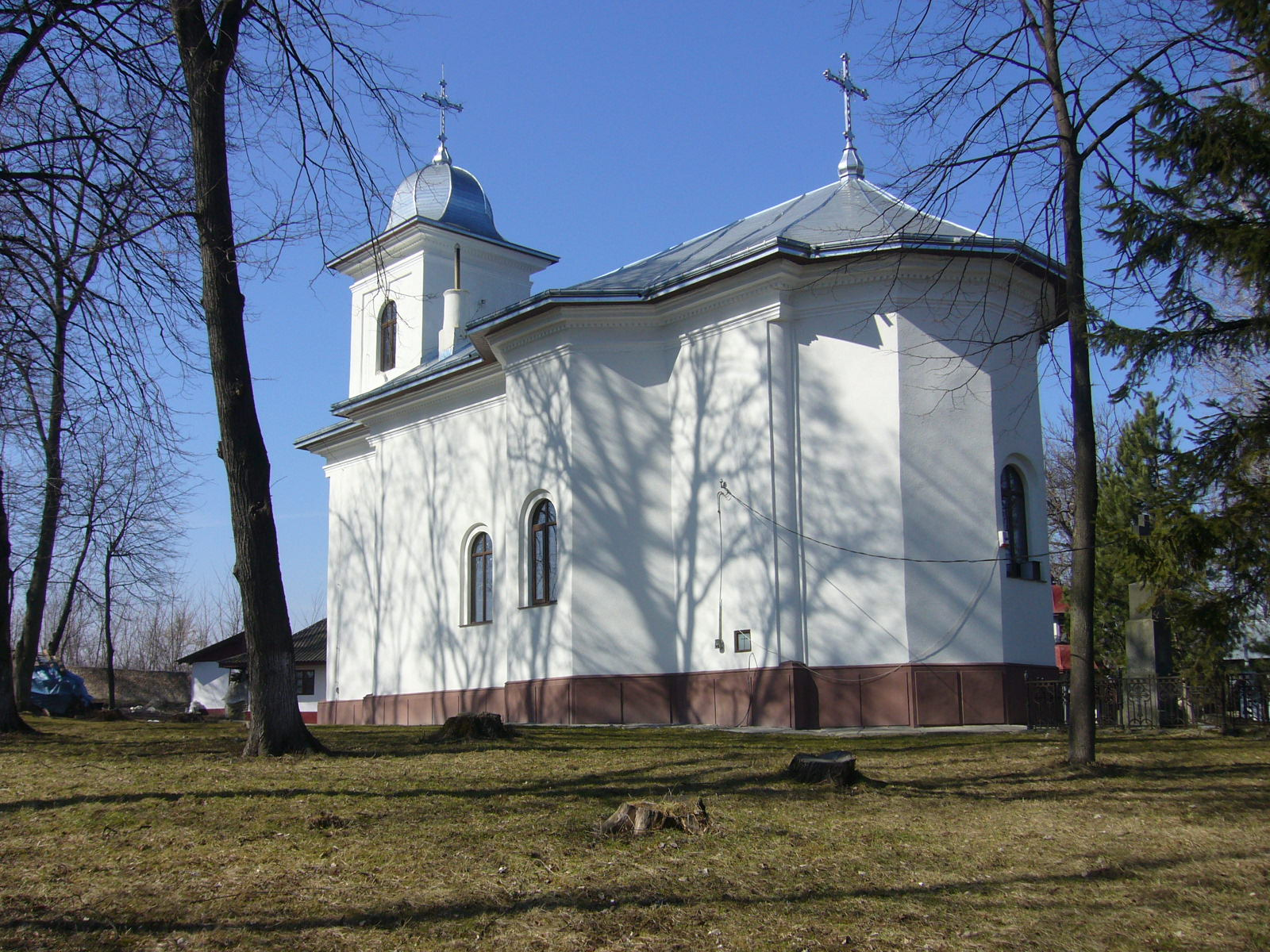
Biserica văzută dinspre sud-est
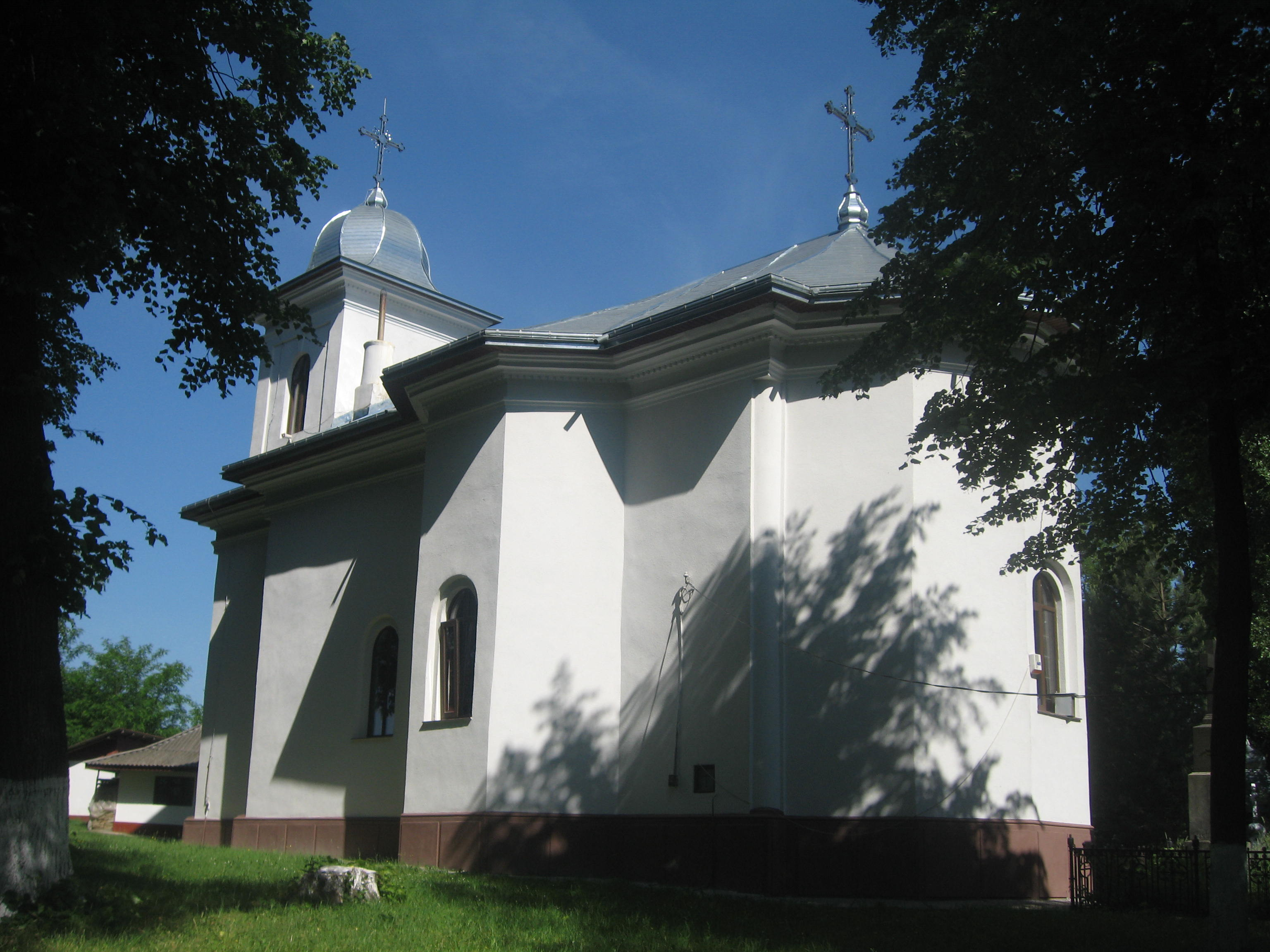
Vedere dinspre sud-est
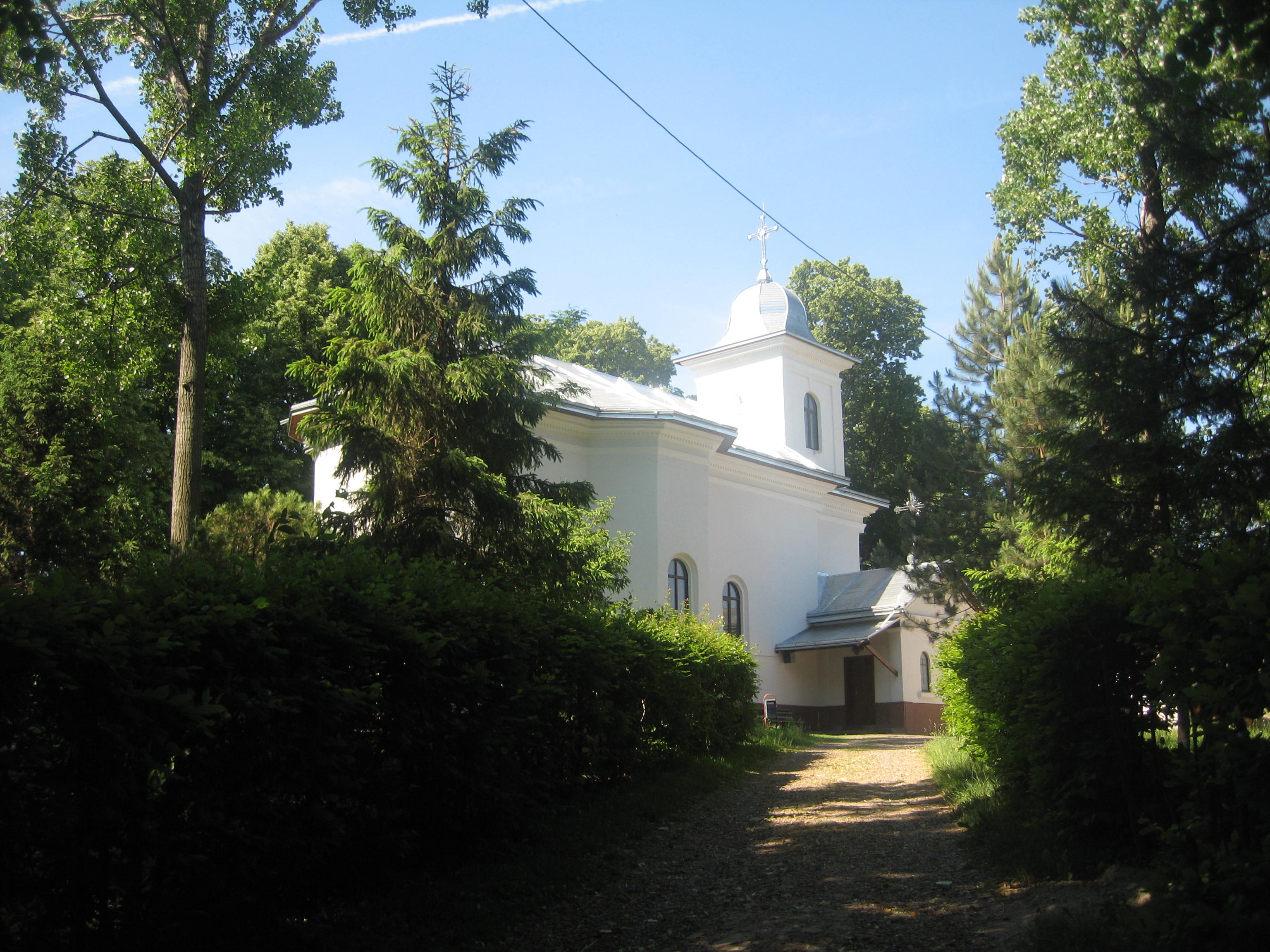
Biserica văzută dinspre nord-est
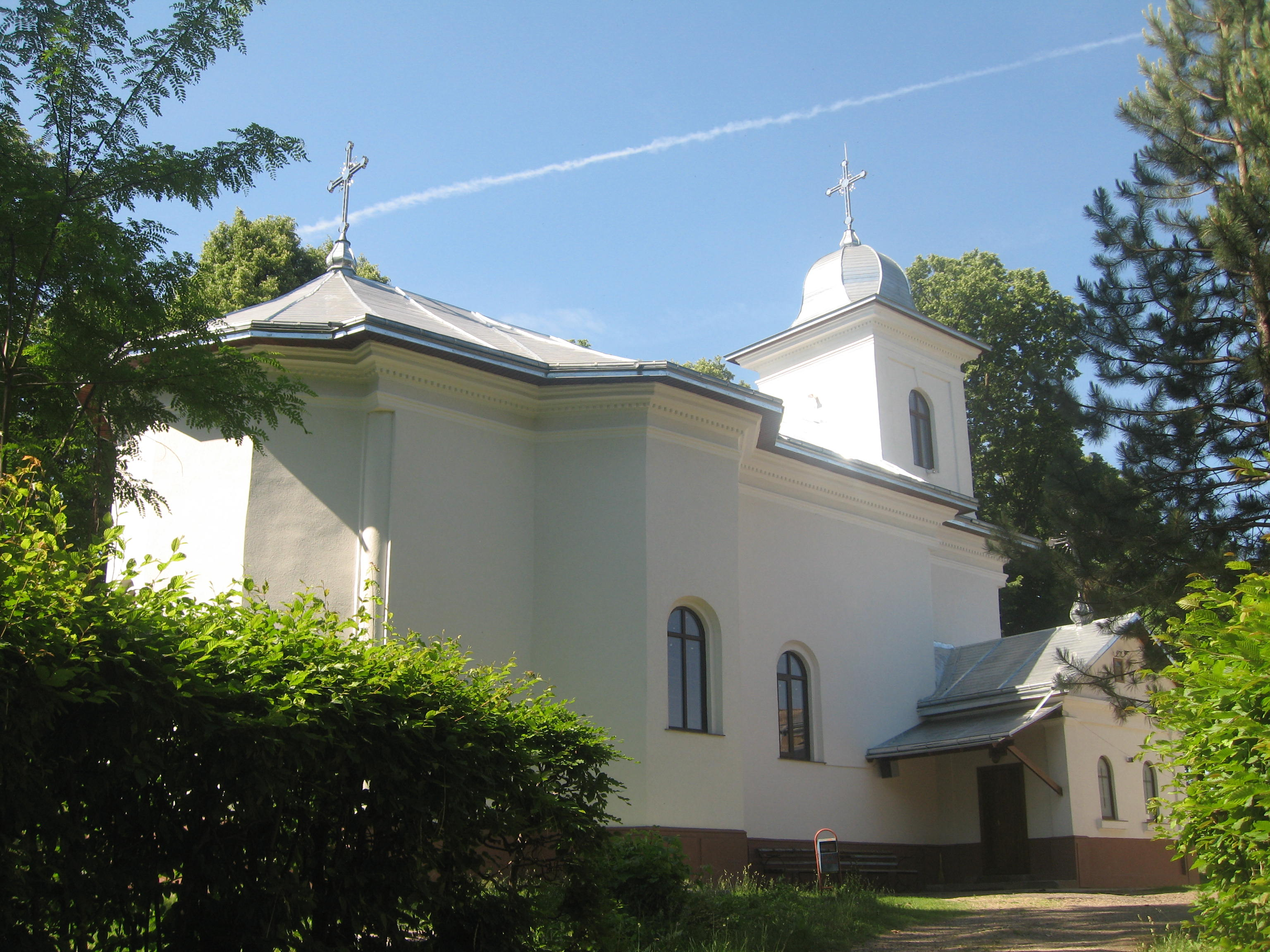
Vedere dinspre nord-est
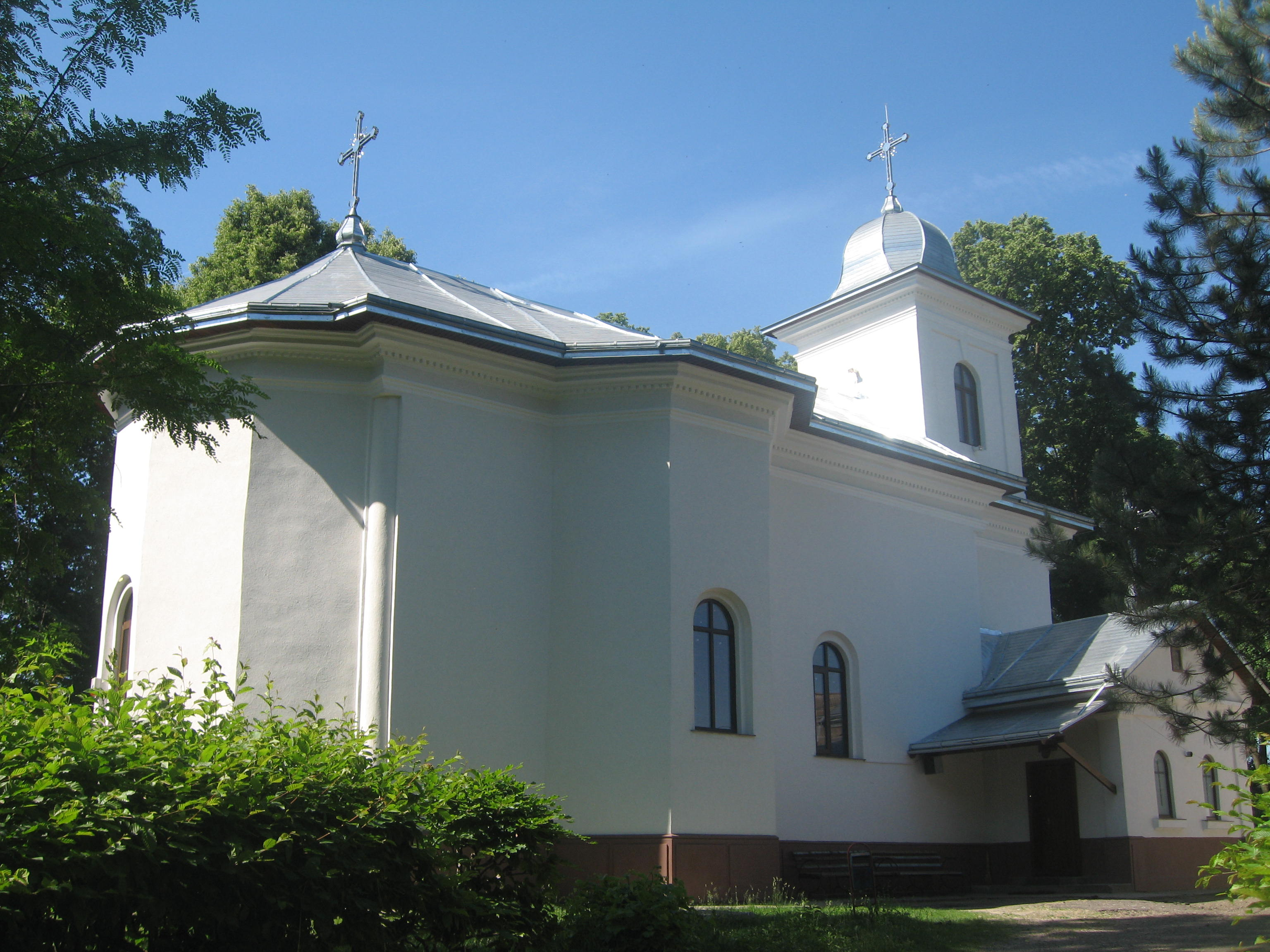
Vedere dinspre nord-est
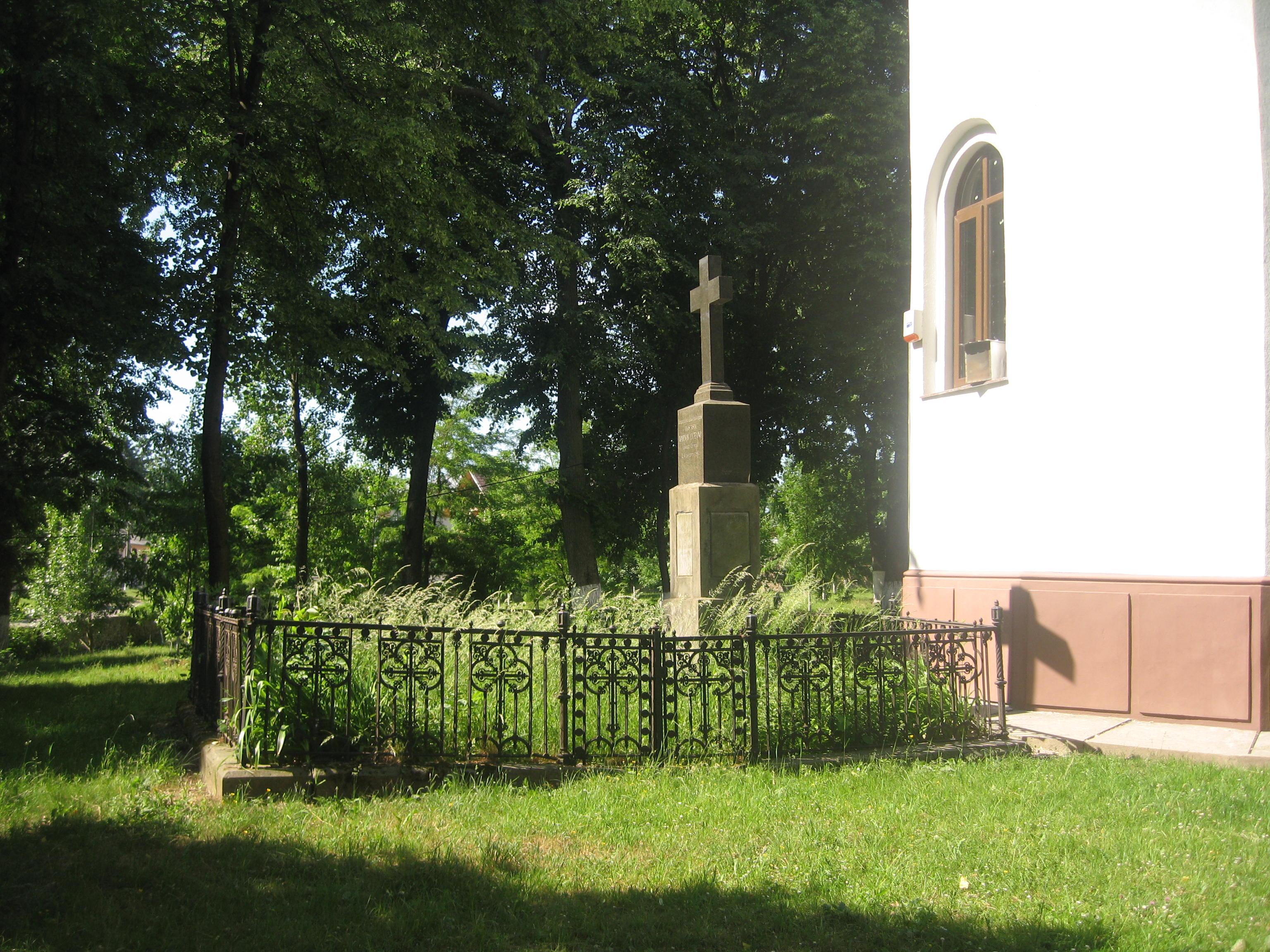
Mormintele familiei Liteanu aflate lângă absida altarului
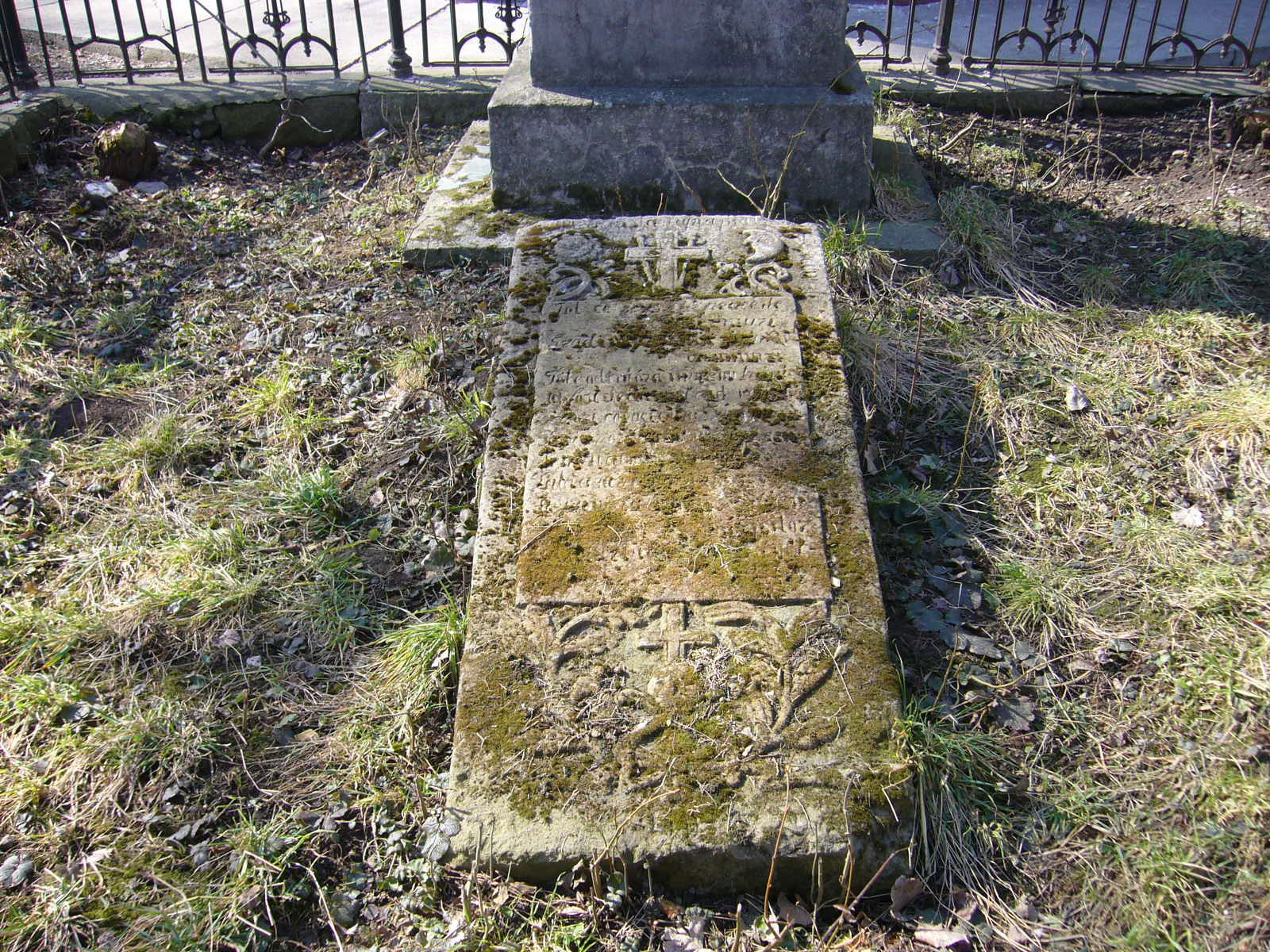
Piatră de mormânt veche
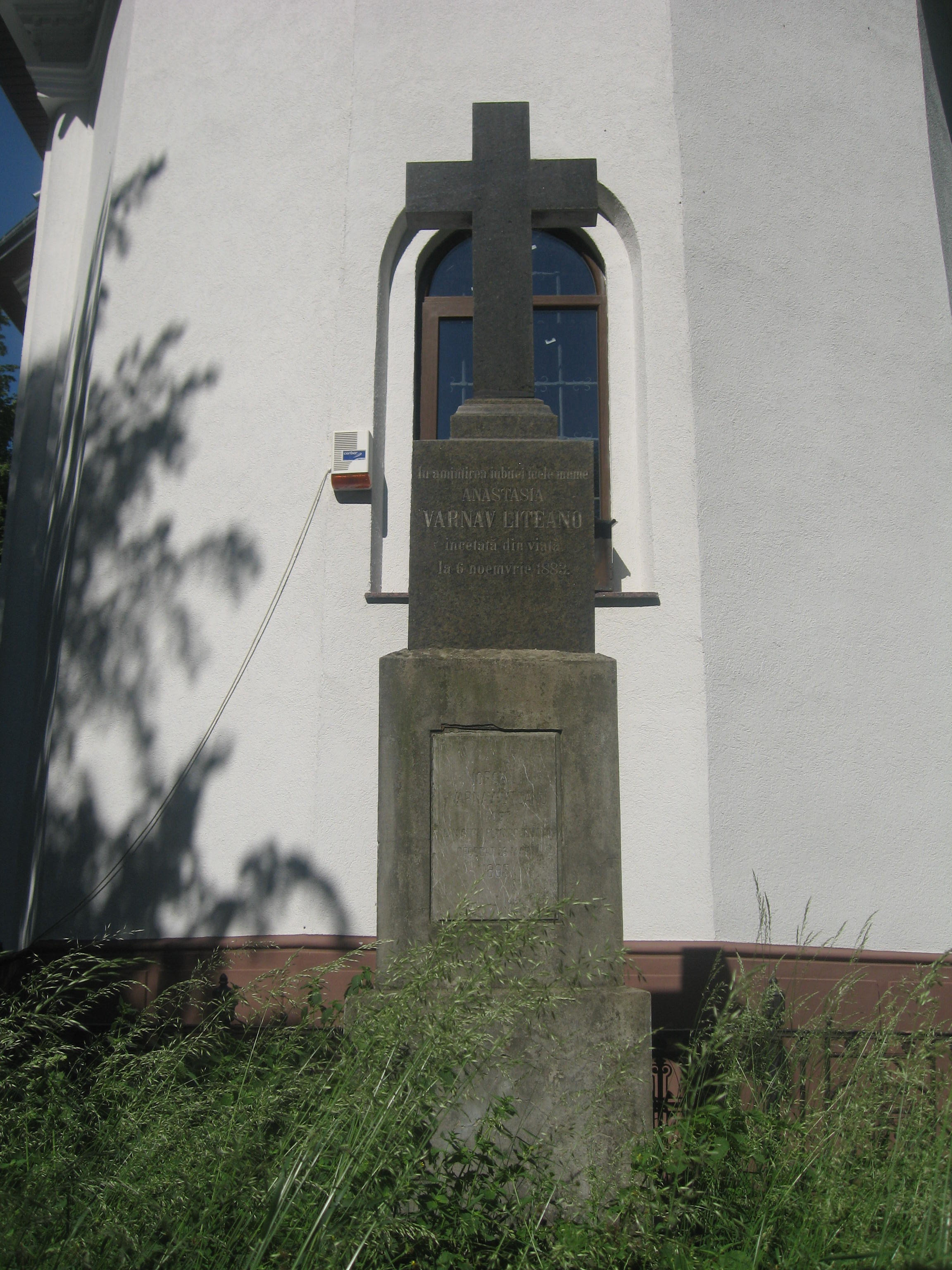
Crucea ridicată în amintirea Anastasiei Vârnav Liteanu
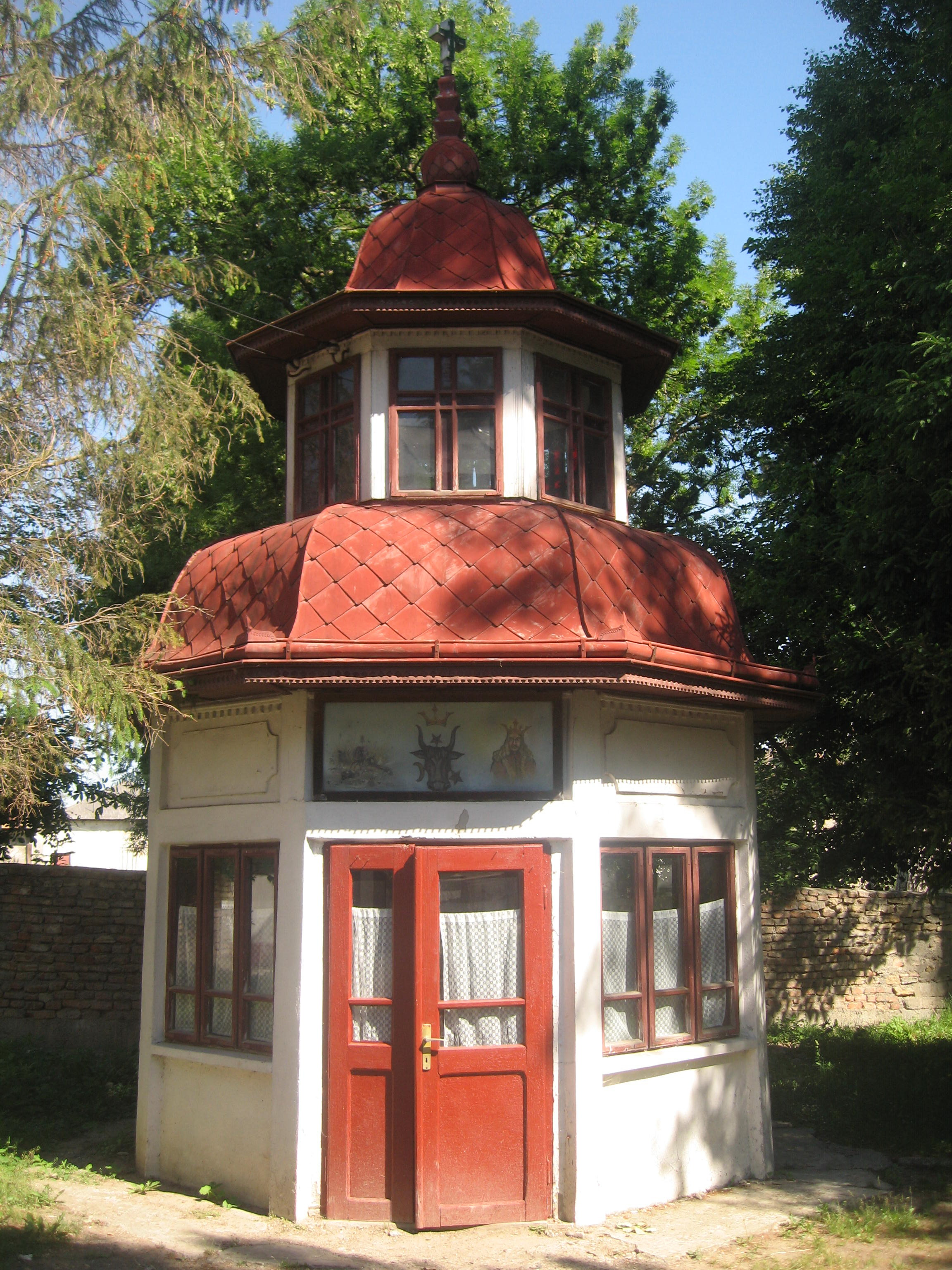
Clopotniţa